# Distretto di Huancán
Il distretto di  Huancán è uno dei ventotto distretti della provincia di Huancayo, in Perù. Si trova nella regione di Junín e si estende su una superficie di 12  chilometri quadrati.